# Gad Elbaz
Gad Elbaz (in ebraico גד אלבז‎?) (Rehovot, 20 agosto 1982) è un cantante israeliano.

## Biografia
Gad è nato in Israele da una famiglia ortodossa di origine marocchina. Ha cominciato a cantare all'età di 4 anni, aiutato dal padre Benny Elbaz, anch'egli cantante. Nel 1998 ha pubblicato il suo primo singolo, "Aba, Otcha Ani Ohev" ("Papa, ti voglio bene" in ebraico).
In seguito ha cominciato a farsi notare sempre di più, tanto da collaborare con artisti israeliani come Shlomi Shabat, Alon De Loco e Subliminal. Nell'agosto 2008 ha tenuto un concerto in Cesarea, lavorando con musicisti sia laici che religiosi e diventando il primo ebreo haredì a esibirsi in Cesarea. Nel 2009 è partito per un tour mondiale intento a promuovere pace e fratellanza tra culture attraverso la musica.

## Stile
Gad mescola musica popolare mediorientale con musica pop moderna. Molte delle sue canzoni contengono tematiche religiose e citazioni bibliche.

## Vita privata
Gad è un ebreo ortodosso, e vive a Holon con la moglie Moran, che ha scritto alcune delle sue canzoni.

## Discografia

### Album
- 1999: Strade oneste (in ebraico: לך בדרכים ישרות)
- 2003: Luce alla fine del tunnel (in ebraico: אור בקצה המנהרה)
- 2004: Significati (in ebraico: משמעויות)
- 2006: Quasi tranquillo (in ebraico: כמעט שקט)
- 2008: Tra le gocce (in ebraico: בין הטיפות)
- 2008: Live at Caesarea (2 CDs) (in ebraico: הופעה חיה בקיסריה)
- 2013: Parole di spiriti (in ebraico: מילים של רוח)
- 2014: Introduzione al salmo (in ebraico: ניגון ומזמור)
- 2014: Questo è il giorno (in ebraico: זה היום)

### Singoli
- 1998: "Aba, Otcha Ani Ohev" ("Papa, ti voglio bene") (con il padre Benny Elbaz)
- 2004: "Halayla Zeh Hazman" ( "Stanotte è la notte"; in ebraico: הלילה זה הזמן) - con Alon De Loco
- 2005: "Or" ("Luce"; in ebraico: אור) - con Alon De Loco
- 2008: "Mizmor Ledavid" ("Salmo di Davide"; in ebraico: מזמור לדוד)
- 2010: "Just a Prayer Away" (originalmente in inglese)
- 2013: "Hashem Melech" ("Dio è il re"; in ebraico: "ה' מלך") (ispirato a "C'est la vie" di Khaled)[3]
- 2014: "Miracoli" (con Naftali Kalfa e Ari Lesser)
- 2016: "Hashem Melech 2.0" (con Nissim)